# IESE Business School

L'IESE Business School est l'école supérieure de commerce de l'université de Navarre. Elle est fondée en 1958 sous le nom d'Instituto de Estudios Superiores de la Empresa (IESE) (en français, « Institut d'études supérieures de commerce ») à Barcelone, où se trouve son campus principal. En 1963, est fondée une alliance avec la Harvard Business School (HBS) et lancé le premier programme MBA de deux ans en Europe.
L'IESE possède cinq campus : Barcelone, Madrid, New York, Munich et São Paulo. En tant qu'école de commerce, les différents campus proposent des programmes de Master of Business Administration (MBA), d'Executive MBA et d'Executive Education. L'IESE est une initiative de l'Opus Dei, une prélature personnelle de l'Église catholique.

## Classements internationaux
|                                           | 2016 | 2017 | 2018 | 2019 | 2020 | 2021 | 2022 |
| ----------------------------------------- | ---- | ---- | ---- | ---- | ---- | ---- | ---- |
| FT - Global MBA                           | 16th | 10th | 11th | 12th | 13th | 4th  | 10th |
| The Economist - Global MBA                | 8th  | 17th | -    | 10th | 7th  | 1st  |      |
| The Economist - Full Time MBA             | 8th  | 17th | -    | 10th | 1st  | 1st  |      |
| FT - Executive Education - Open           | 2nd  | 2nd  | 2nd  | 6th  | 1st  |      |      |
| FT - Executive Education - Customized     | 1st  | 1st  | 1st  | 1st  | 1st  |      |      |
| Bloomberg European Business Schools - MBA |      |      |      | 6th  |      | 2nd  |      |

## Histoire

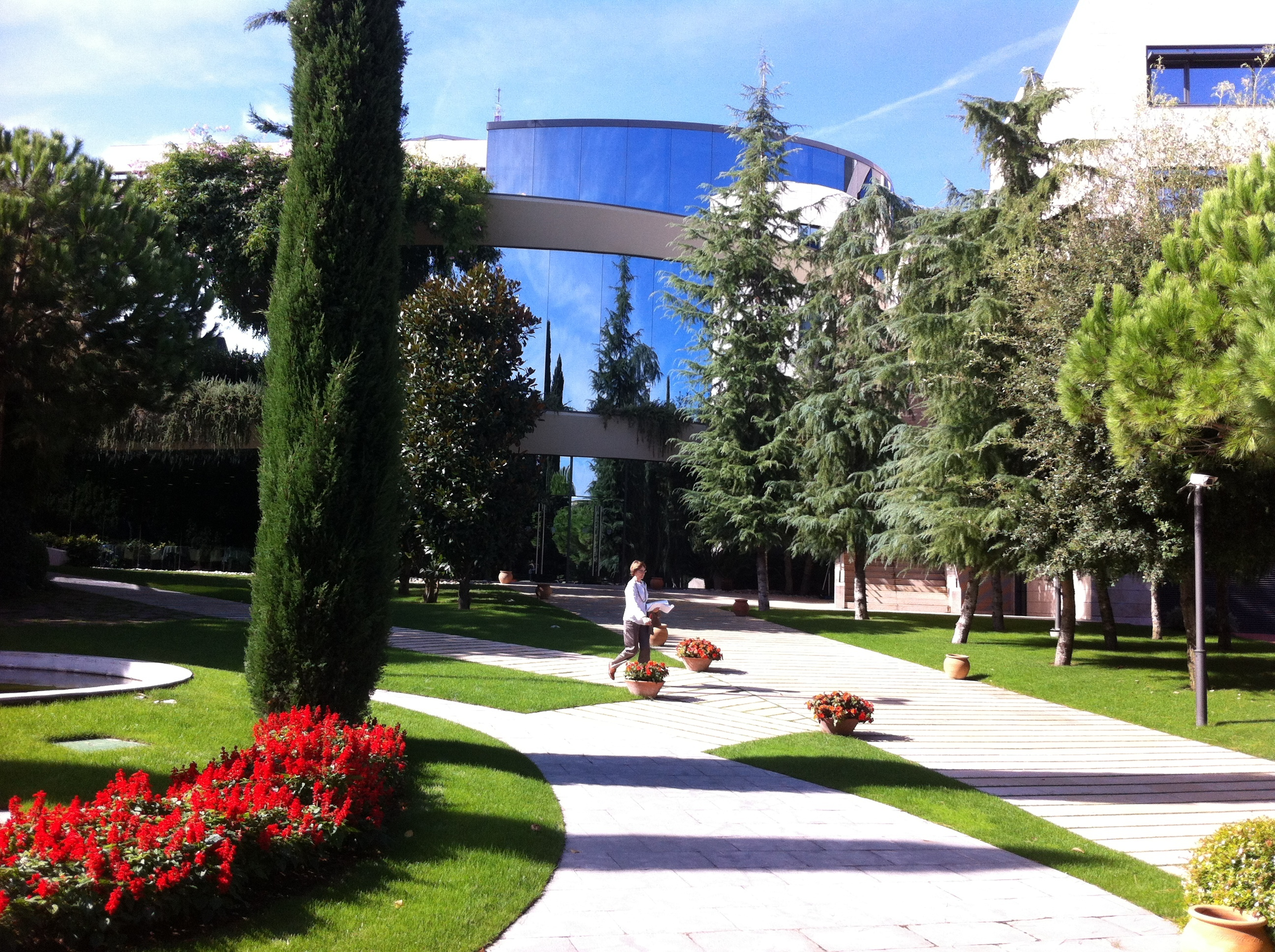
Campus de l'IESE à Barcelone.

L'école est une initiative de l'Opus Dei, prélature personnelle de l'Église catholique romaine voulant développer la formation et la responsabilité des dirigeants chrétiens selon la doctrine sociale de l'église. Sa création remonte à 1958 à Barcelone par Antonio Valero. Celui-ci prit contact avec le CPA de Lille où il avait étudié, pour assurer certains cours réservés aux dirigants d'entreprises avec expérience, notamment Xavier Réquillart (HEC, Cornell University NY) pour la comptabilité et les études de cas d'entreprise, innovation à l'époque. Elle est classée comme l'une des six meilleurs écoles de commerce d'Europe depuis 2005 par le Financial Times, et est également réputée pour son programme MBA et son Executive MBA.

## Formations
L'école propose à l'instar d'autres établissements du même type en Europe différents partenariats à l'international, dont certains programmes complets d'échange avec des établissements de renommée mondiale, comme la Columbia Business School de New York, ou la Tuck School of Business du Darmouth College. L'école fut en outre la première à créer un programme de MBA en deux ans en 1964, avec le soutien de l'Université Harvard. Le magazine Forbes le classe d'ailleurs numéro un dans son classement des programmes de ce type hors États-Unis.

## Établissements associés
La portée mondiale de l'IESE va bien au-delà des cinq campus de l'école. L'IESE a contribué à la création de 15 écoles de commerce autonomes de haut niveau, en commençant en 1967 par l'IPADE au Mexique ; IAE en Argentine, 1978 ; PAD au Pérou, 1979 ; AESE au Portugal, 1980 ; INALDE en Colombie, 1985 ; IEEM en Uruguay, 1986 ; LBS au Nigeria, 1991 ; IDE en Équateur, 1992 ; CEIBS en Chine, 1994 ; UA&P School of Business Administration aux Philippines, 1995 ; ISE au Brésil, 1996 ; ESE au Chili, 1999 ; MDE Business School en Côte d'Ivoire, 2003 ; et SBS au Kenya, 2005.

## Personnalités liées à l'établissement

### Étudiants
- Antonio Brufau (né en 1948), directeur de Repsol ;
- Camille Villar (1985-), femme politique ;
- Cristina Garmendia (née en 1962), ministre espagnole ;
- Ibukun Awosika (née en 1962), femme d'affaires nigériane ;
- Juan Antonio Samaranch (1920-2010), président du comité international olympique ;
- Joan Clos (né en 1949), maire de Barcelone ;
- Louis de Bourbon (né en 1974), prétendant au trône de France ;
- Marek Kamiński (né en 1964), directeur d'Invena ;
- Miguel Sanz (né en 1952), homme politique espagnol.